# Jiří Welsch
Pour les articles homonymes, voir Welsch.
Jiří Welsch, né le 27 janvier 1980 à Holice (district de Pardubice) en Tchécoslovaquie, est un joueur tchèque de basket-ball.

## Biographie
À seulement 15 ans, il conduit son club à une troisième place du championnat de République tchèque. Il rejoint le club de Prague avant de rejoindre le club de l'Union Olimpija, ce qui lui permet de jouer l'Euroligue.
Choisi en seizième position par les 76ers de Philadelphie lors de la Draft 2002 de la NBA, il est aussitôt échangé et rejoint le club des Warriors de Golden State. Lors de l'intersaison suivante, il fait partie d'un échange qui l'envoie rejoindre le club des Mavericks de Dallas. Mais avant qu'il ne fasse le moindre match avec cette franchise, il est de nouveau l'objet d'un échange qui l'envoie rejoindre la Conférence Est chez les Celtics de Boston. Il arrive à prendre une place de titulaire mais l'arrivée d'un nouvel entraîneur, Doc Rivers, l'envoie chez les Cavaliers de Cleveland. À l'intersaison, il connait un nouvel échange, pour les Bucks de Milwaukee.
Las de tous ses échanges, il décide de retourner en Europe. Il opte pour la Liga ACB et rejoint le club de Unicaja Málaga.
En parallèle de sa carrière en club, il joue pour la sélection tchèque dont il est l'élément prédominant.

## Clubs successifs
- 0000-1998 :  BHC SKP Pardubice
- 1998-2000 :  BC Sparta Prague
- 2000-2002 :  Olimpija Ljubljana
- 2002-2003 :  Warriors de Golden State
- 2003-2005 :  Celtics de Boston
- 2005 :  Cavaliers de Cleveland
- 2005-2006 :  Bucks de Milwaukee
- 2006-2010 :  Unicaja Málaga
- 2010-2011 :  Estudiantes Madrid
- 2011-2012 :  Spirou Basket Club
- 2012-2017 :  ČEZ Basketball Nymburk
- 2017-2018 :  BK Pardubice

## Palmarès

### Distinction personnelle
- Choisi en 16e position par les 76ers de Philadelphie lors de la draft 2002 de la NBA.